# Marmararegion

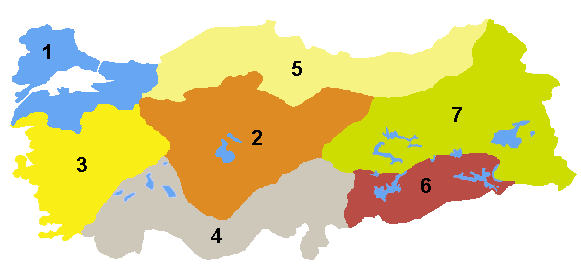
1. Marmararegion, 2. Zentralanatolien, 3. Ägäisregion, 4. Mittelmeerregion, 5. Schwarzmeerregion, 6. Südostanatolien, 7. Ostanatolien

Die Marmararegion (türkisch Marmara) ist mit einer Fläche von 67.000 km² das kleinste, aber bevölkerungsreichste der sieben geografischen Gebiete der Türkei. Die offizielle Bezeichnung ist „Marmara-Gebiet“ (türkisch Marmara Bölgesi) und leitet sich vom Marmarameer ab. Sie stellt etwa 8,6 % des türkischen Staatsterritoriums dar.
Diese Region existiert offiziell nach dem Geografie-Kongress 1941 in Ankara.

## Einteilung

### Geographisch
Die Region besteht aus dem in Europa liegenden Teil der Türkei, der Ostthrakien genannt wird, und der auf der gegenüber auf der anderen Seite des Marmarameeres und der Meerengen liegenden Küstenlandschaften Anatoliens.
Die Marmararegion wird in vier Teilregionen gegliedert:
- Ganz in Ostthrakien liegen:
  - Yıldız Dağları Bölümü – Bereich des Yıldızgebirges
  - Ergene Bölümü – Bereich des Ergene-Beckens
- Auf beiden Seiten des Marmarameeres und der Meerengen, sowohl in Ostthrakien, wie auch in Anatolien liegen:
  - Güney Marmara Bölümü – Bereich des Einzugsgebiets des Marmarameeres im Süden der Region (die Küstengebiete Ostthrakiens an Marmarameer und Dardanellen, einschließlich der Gallipoli-Halbinsel mit den gegenüber liegenden Gebieten in Anatolien)
  - Çatalca-Kocaeli Bölümü – Bereich der beiden Halbinseln zwischen Marmara- und Schwarzem Meer zwischen Çatalca und Kocaeli, getrennt durch den Bosporus

Dazu treten noch die Ägäisinseln Bozcaada (griechisch Tenedos) und Gökçeada (İmroz, griechisch Imbros).

### Politisch
Die Türkei ist politisch in 81 Provinzen gegliedert. Diese Region umfasst die folgenden Provinzen:
| - Bilecik - Bursa - Çanakkale - Balıkesir | - Edirne - Istanbul - Kırklareli - Kocaeli | - Sakarya - Tekirdağ - Yalova |

## Klima
| Klimadaten der Marmara Region   | Zahlen   |
| ------------------------------- | -------- |
| Durchschnittliche Temperatur    | 13,5 °C  |
| Höchsttemperatur                | 44,6 °C  |
| Tiefsttemperatur                | −27,8 °C |
| Durchschnittliche Feuchtigkeit  | 71,2 mg  |
| Durchschnittlicher Niederschlag | 654,3 mm |

## Bevölkerung
Laut der Volkszählung im Jahre 2000 beträgt die Bevölkerungszahl 17.365.027 und die Einwohnerdichte 259 Einw./km² (im Vgl. nationales Mittel: 88,25 Einw./km²). 79,1 % (13.730.962) der Bevölkerung leben in Städten und 20,9 % (3.634.065) auf dem Land. Das jährliche Bevölkerungswachstum beträgt 2,669 %.